# Seek and Destroy (chanson)
 (octobre 2019).
Pour les articles homonymes, voir Seek and destroy.
Pistes de Kill 'Em All
No Remorse Metal Militia
Seek and Destroy est la 9e piste du premier album du groupe Metallica, Kill 'Em All, sorti en juillet 1983. Elle a été écrite par Hetfield et Ulrich, les deux principaux compositeurs du groupe. La chanson dure 6 min 56 et demeure à ce jour la quatrième chanson la plus jouée en concert par le groupe avec Creeping Death, One, Master Of Puppets et Enter Sandman.
Seek and Destroy est une des chansons phares du groupe et son riff préfigure la marque de fabrique Metallica.  
La chanson est devenue l'une des préférées des fans et a été systématiquement interprétée en concert par le groupe à partir de 1982 ; depuis la tournée du groupe de 2007 la chanson est jouée en dernier avec Last Caress et So What? avec le chanteur qui demande à la foule de chanter avec lui quand il hurle « seek and destroy ». Les interprétations les plus mémorables de ce morceau ont été faites lors du Wherever We May Roam Tour en 1991, 1992 et 1993 puisqu'ici la chanson a été jouée par Jason Newsted qui chantait mais à la fin de la chanson le groupe continuait à jouer le morceau pendant presque 7 minutes (en tout le morceau pouvait durer 16 à 20 minutes). Depuis le Madly in Anger with the World Tour (2003-2004) la chanson clôture les concerts du groupe, cependant au lieu d'être jouée en mi bémol, elle est jouée en ré.[réf. nécessaire]
Toujours en concert Hetfield change le début des paroles : « in the city tonight » devient « the city... » avec le nom de la ville dans laquelle ils jouent ce morceau.
La chanson parle de l'urgence de tuer et on peut déduire des paroles que ce n'est pas une tuerie insensée mais comme une revanche à quelqu'un qui l'a beaucoup mérité. Pendant le Kill 'Em All Tour, Hetfield a déclaré que ça parlait de chasse, de poursuite. On dit aussi que le morceau aurait été influencé par une chanson des Diamond Head, Dead Reckoning.
Une interprétation de la chanson avec Burton à la basse en 1985 est disponible sur le DVD Cliff 'Em All. De nouvelles versions live peuvent être trouvées dans le Live Shit: Binge and Purge avec Newsted chantant le morceau et le DVD Cunning Stunts.
C'est aussi le thème de l'ancien World Championship Wrestling et du Total Nonstop Action Wrestling et dans le cas de ce dernier la chanson était un enregistrement en public pris pendant le festival de Woodstock en 1999. Le lutteur Sting (présent dans les deux shows qui utilisèrent Seek and Destroy) utilisa lui aussi le riff du début de la chanson pour faire son entrée. L'équipe de hockey des Sharks de San José utilise la chanson comme leur chanson d'entrée sur le terrain pendant leurs matchs.
Depuis Kill 'Em All, Hammett s'excuse du ton inhabituel de l'accord qui se produit à la 3e min 47 pendant le solo, et est en fait une erreur. Durant le documentaire réalisé sur Metallica Some Kind of Monster, la chanson est entendue dans le court-métrage sur le groupe relatant leurs premières années, celui-ci met en évidence la progression du groupe et de leur son au fil des années. Dans ce documentaire, la chanson a été souvent utilisée dans les auditions pour remplacer Newsted. Dans le livre Metallica: This Monster Lives, un des réalisateurs du film a dit qu'au départ le montage était fluide, mais qu'il a été modifié pour mettre en valeur les changements du groupe dans le temps.
La chanson a été reprise par Chuck Billy, Jake E. Lee, Jimmy Bain, et Aynsley Dunbar pour l'album Metallic Assault: A Tribute to Metallica. La chanson a aussi été reprise par des groupes tels que Testament et Acid Drinkers et instrumentalement par Freaklabel comme faisant partie d'un medley. Apocalyptica et Pantera l'ont aussi reprise mais uniquement en public. Ainsi que le groupe de metal français Demon Eyes dans l'album Garde à vue où le groupe rend hommage à Cliff Burton. 
Les trois premiers mini solos de la chanson sont dérivés de la chanson Princess of the Night du groupe Saxon. Metallica a ajouté le solo final.

## Dans la culture
- Dans la série Rick et Morty l'épisode de la saison 1, intitulé "Meeseeks and Destroy" (en version anglaise) est une référence directe à la chanson "Seek and Detroy" de l'album Kill 'Em All de Metallica[1].

## Dans le sport
Cette chanson était également le thème musical de Sting, ancien catcheur retraité de la WCW, de la TNA, de la WWE et de l'AEW, et de Cibernético, ancien catcheur AAA. Dans le cas de Sting, il s'agissait d'un enregistrement live de Woodstock '99, inclus dans la compilation « WCW Mayhem: The Music » de 1999. Sting l'a utilisée pour deux de ses matchs en carrière en All Elite Wrestling, lors du All In Londres au stade de Wembley, et pour son match de retraite à Revolution (2024).
Depuis 2013, les Sharks de San José, de la Ligue nationale de hockey (LNH), utilisent « Seek & Destroy » comme thème d'entrée, car de nombreux membres du groupe sont des supporters des Sharks.